# Max Reutter
Max Reutter (* 24. August 1920 in Berlin; † 12. Januar 1988) war ein deutscher Politiker (CDU). Er war Stadtrat und Stellvertretender Oberbürgermeister von Berlin sowie Mitglied der Länderkammer der DDR.

## Leben
Reutter, Sohn einer Arbeiterfamilie, erlernte den Beruf des Drehers. Er qualifizierte sich später zum Maschinenbauingenieur.
Nach Kriegsende trat Reutter der CDU bei und wurde Mitarbeiter beim Magistrat von Berlin. Er war von 1950 bis 1952 Magistratsdirektor und Leiter der Abteilung Wohnungs- und Sozialwesen. Von 1952 bis 1954 war er Vorsitzender des Kreisverbandes Berlin-Köpenick der CDU. Von 1952 bis 1955 fungierte Reutter als Vorsitzender des Bezirksverbandes Berlin der CDU. Er war langjähriges Mitglied des CDU-Hauptvorstandes. Von 1955 bis 1958 war er Bezirksrat in Berlin-Prenzlauer Berg. Anschließend war er bis 1981 stellvertretender Oberbürgermeister von Berlin und für Verkehr, Straßenwesen und Wasserwirtschaft (ab 1963) und für internationale Verbindungen auf kommunalem Gebiet (ab 1971) zuständig. Von 1953 bis 1986 war Reutter Stadtverordneter in Berlin und von 1954 bis 1958 Abgeordneter der Länderkammer.
Von 1982 bis 1988 war er zudem stellvertretender Vorsitzender des Zentralausschusses der Volkssolidarität, Präsidiumsmitglied der Liga für Völkerfreundschaft und Vizepräsident der Deutsch-Nordischen Gesellschaft.

## Schriften
- Die Neugestaltung des Berliner Stadtzentrums. In: Gerhard Fischer (Hrsg.): 15 Jahre DDR. 15 Jahre Mitarbeit der Christlich-Demokratischen Union. Berlin 1964, S. 218–220.
- Das neue Moskau. In: Sowjetland, Freundesland. Eine Delegation des Hauptvorstandes und der Volkskammerfraktion der CDU erlebte die Sowjetunion im 60. Jahr nach der Großen Sozialistischen Oktoberrevolution. Berlin 1977, S. 27–29.
- Christliche Demokraten beim Aufbau unserer Hauptstadt. In: Friede der Stadt und Wohl ihren Bürgern. Progressive christliche Traditionen aus 750 Jahren Berlin. Union-Verlag, Berlin 1987, S. 135–141.

## Auszeichnungen
- Vaterländischer Verdienstorden in Bronze (1959), in Silber (1964) und in Gold (1985)[4]
- Stern der Völkerfreundschaft in Silber (1980)[5]